# Karl Fredrik regerar
Karl Fredrik regerar är en svensk dramakomedifilm från 1934, baserad på Gustaf Edgrens och John Sandéns berättelse Hans Excellens Pettersson.

## Handling
Filmen handlar om skillnaden mellan fattiga och rika. Historien börjar med att Karl-Fredrik vräks från storgodset, hankar sig fram, gör karriär och blir minister för att slutligen rädda grevinnan som vräkte honom undan depressionens jordbrukskris.

## Om filmen
Filmen spelades in den 12 augusti 1933–10 januari 1934 i Filmstaden, Lidö slott (Norrtälje), Jakobsbergs station och Mälaren.
I en av filmens scener hålls ett tacktal, enligt många skulle tacktalaren vara Gunnar Sträng, sedermera svensk finansminister. Sträng förnekade att det skulle vara han som medverkade.
I filmens reklammaterial ingick en teckning som föreställde ett nazistiskt möte, vilket fick den tyska legationen att protestera och biografen anmodades av polisen att ta bort materialet. Senare protesterar legationen även mot skriverierna om detta.
Filmen, som är barntillåten, hade premiär på biograf Skandia i Stockholm den 3 mars 1934 och har även visats i SVT.

## Rollista
- Sigurd Wallén – Karl-Fredrik Pettersson, statare, senare jordbruksminister
- Dagmar Ebbesen – Augusta, hans hushållerska
- Gull-Maj Norin – Lena, Karl-Fredriks dotter, journalist på Socialdemokratiska Arbetare-Tidningen
- Björn Berglund – Olof Lindberg
- Pauline Brunius – majorskan Lindberg, född Gyllencreutz, Olofs mor
- Carl Ström – Eriksson, förvaltare på Björnhammar
- Hugo Björne – major Carl Lindberg, Olofs far, godsägare på Björnhammar
- Eric Abrahamsson – redaktör "Snorken" Öberg, Lenas chef
- Charlie Almlöf – agitator
- Helga Görlin – "Giulietta" i operan Hoffmanns äventyr
- Gertrud Pålson-Wettergren – "Nicklas" i operan Hoffmanns äventyr

### Ej krediterade
- Dora Söderberg – Maja, Karl-Fredriks hustru
- Sigge Fürst – Bergdahl, notarie, Olofs kamrat
- Henning Ohlsson – Bogren, statare
- Britt-Lis Edgren – Lena som barn
- Bengt Edgren – Olof som barn
- Emil Fjellström – statare
- Millan Fjellström – hans hustru
- Holger Löwenadler – strejkande lantarbetare
- John Melin – kommunistisk valtalare
- Eric Gustafson – nazistisk valtalare
- Olof Sandborg – konservativ valtalare
- Dagmar Olsson – caféservitrisen
- Tom Walter – strejkande lantarbetare
- Eric Dahlström – byråchef i Jordbruksdepartementet
- Kotti Chave – vaktmästare vid Jordbruksdepartementet
- Nils Jacobsson – nattredaktör på Arbetare-Tidningen
- Georg Fernquist – Olsson, betjänt hos majorskan
- Maja Jerlström – barnjungfru på Björnhammar
- Gunnar Skoglund – mannen som lastar på en segelbåt
- Hugo Tranberg – stinsen
- Gustaf Edgren – mannen som samtalar med stinsen på järnvägsstationen
- Tor Borong – strejkande lantarbetare
- Karl-Ewert Christenson – gäst hos herrskapet Lindberg på Björnhammar
- Disa Gillis – biträdet i blomsteraffären
- Helge Andersson – valsedelsutdelare
- Yngwe Nyquist – advokaten
- Bror Olsson – Larsson, Karl-Fredriks vaktmästare
- Harald Wehlnor – arbetarekommunens ordförande
- Nils Hultgren – restauranggäst med glasögon
- Karin Granberg – kvinna i operapubliken
- Folke Helleberg – man i operapubliken
- Sune Holmqvist – ung strejkande lantarbetare
- Gösta Ström – strejkande lantarbetare
- Carl-Harald – strejkande lantarbetare
- Carl Andersson – strejkande lantarbetare
- Sonja Claesson – gäst på middagen på Björnhammar
- Helga Brofeldt – gäst på middagen på Björnhammar

## Musik i filmen
- Jeg elsker Dig!, musik Edvard Grieg, instrumental
- Internationalen, musik Pierre Degeyter, svensk text Henrik Menander, sång Sigurd Wallén
- Älvsborgsvisan, instrumental
- Stilla natt, o kärleksnatt, musik Jacques Offenbach, svensk text Ernst Wallmark, Emil Grandinson, sång Helga Görlin, Gertrud Pålson-Wettergren, Dagmar Ebbesen (repris - nynnas)
- Kungssången, musik Otto Lindblad, instrumental
- Den glade kopparslagaren, musik Carl Peter, instrumental
- Bröllopet på Ulfåsa, musik August Söderman, instrumental
- Räven raskar över isen, instrumental

### Fotnoter
1. ↑  ”Karl Fredrik regerar”. Svensk filmdatabas. 3 augusti 1934. http://www.sfi.se/sv/svensk-filmdatabas/Item/?itemid=3754&type=MOVIE&iv=RecordingPlace. Läst 14 februari 2017.
2. ↑  ”Karl Fredrik regerar”. Svensk filmdatabas. 24 februari 1934. http://www.sfi.se/sv/svensk-filmdatabas/Item/?itemid=3754&type=MOVIE&iv=Censorship. Läst 14 februari 2017.
3. ↑  ”Karl Fredrik regerar”. Svensk filmdatabas. 3 mars 1934. http://www.sfi.se/sv/svensk-filmdatabas/Item/?itemid=3754&type=MOVIE&iv=Basic. Läst 14 februari 2017.